# Sachin Tendulkar
Sachin Ramesh Tendulkar (mar. सचिन रमेश तेंडुलकर, ur. 24 kwietnia 1973 w Mumbaju) – indyjski krykiecista.

## Odznaczenia
- Order Padma Shri (1999)
- Maharashtra Bhushan (2001)
- Order Padma Vibhushan (2008)

W roku 1994 został laureatem nagrody Arjuna Award.